# Kliburszkyné Vogl Mária

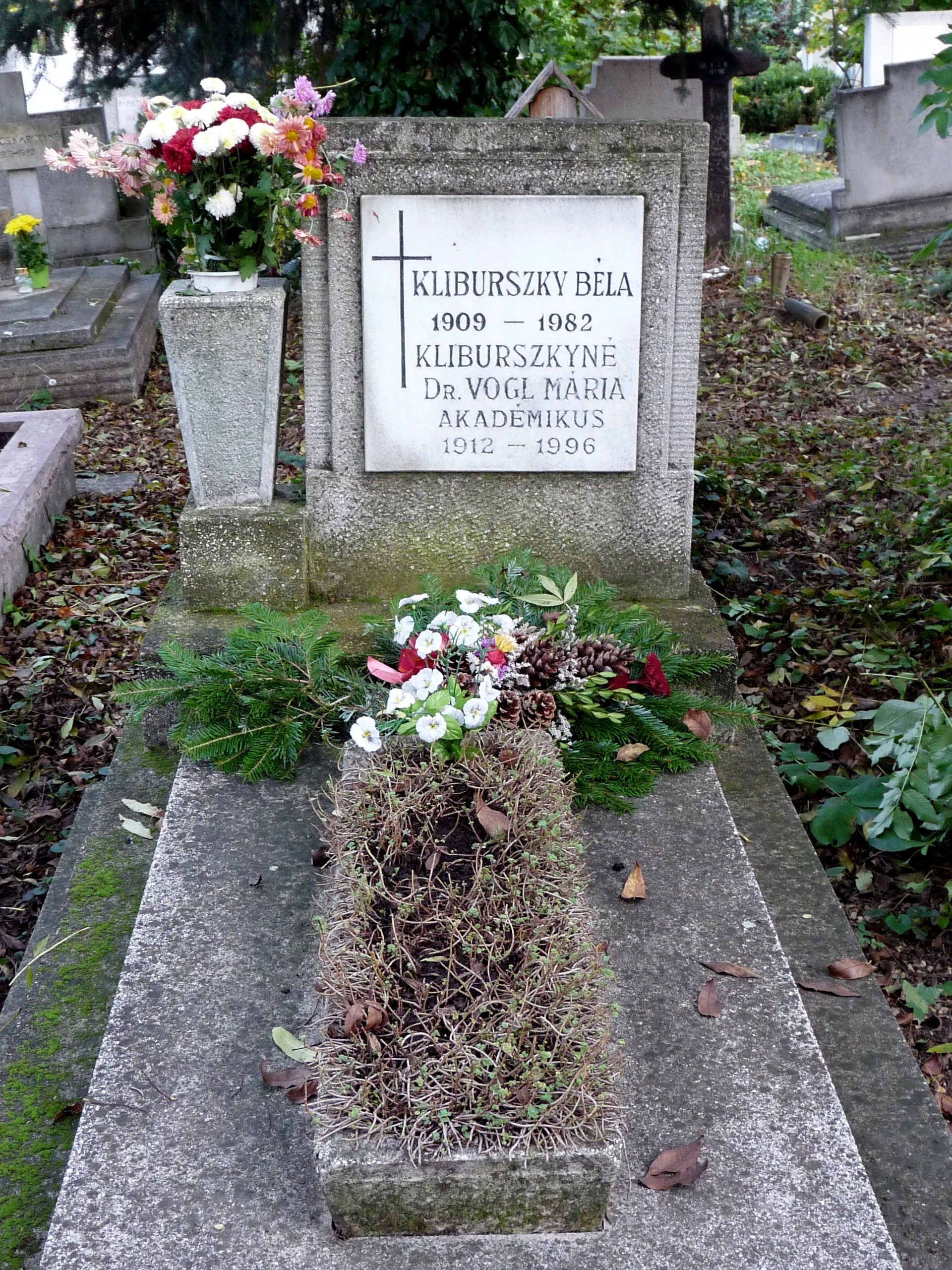
Síremléke az Óbudai temetőben (30-II-17)

Kliburszkyné Vogl Mária (1941–1973 között Földváriné Vogl Mária) (Rákospalota, 1912. július 17. – Budapest, 1996. november 1.) magyar geokémikus, a földtudomány kandidátusa (1952) és doktora (1957), a Magyar Tudományos Akadémia levelező (1973), majd rendes (1985) tagja. Jelentős szerepet játszott a korszerű geokémiai analitikai módszerek meghonosításában és továbbfejlesztésében. Kliburszky Béla (1909–1982) geokémikus felesége, Földvári Mária mineralógus, a magyarországi termoanalitika legjelentősebb szaktekintélyének anyja.

## Életútja
Szülei Vogl Vinzor Antal és Földes Mária Anna voltak. 1935-ben mennyiségtan–természettan–kémia szakos tanári, majd 1937-ben bölcsészdoktori oklevelet szerzett a budapesti Pázmány Péter Tudományegyetemen. 1936-tól 1987-es nyugdíjazásáig a Magyar Állami Földtani Intézet alkalmazásában állt, az első évtizedekben tudományos munkatársként, 1962-től a geokémiai osztály vezetőjeként, 1964-től laboratóriumi főosztályvezetőként, majd 1975 után tudományos tanácsadóként. Ezzel párhuzamosan címzetes egyetemi tanárként előadásokat tartott a budapesti Eötvös Loránd Tudományegyetemen, valamint a Mérnöki Továbbképző Intézetben.

## Munkássága
Tudományos munkássága elsősorban a kvantitatív geokémiai vizsgálati módszerek fejlesztésére és meghonosítására irányult. Az 1950-es években későbbi férjével, Kliburszky Bélával együtt fejlesztette ki a differenciál-termoanalízis elvén alapuló első magyarországi készüléket, amely a vizsgált közeg hőtartalmát (entalpia) és annak változásait mérve az agyagásványok, karbonátok és bauxitok alkotórészeinek minőségi azonosítására egyaránt alkalmasnak bizonyult. Ő kezdeményezte és irányította az 1950-es évektől a Magyar Állami Földtani Intézetben a magyarországi nyomelemek kataszteri felmérését, az ún. területi ritkaelem-kutató programot. Az ásvány- és kőzetgenetikai szempontból jelentős munka számottevően gazdagította a ritkaelem-kutatás geokémiai módszertanát. Foglalkozott meteoritikával, egyebek mellett a kabai és a mikei meteorit geokémiai vizsgálatával, az optikai emissziós színképelemzés (OES) bevezetésével hozzájárult a földtani képződmények abszolút korának meghatározásához, és megkísérelte az agyagásványok tipológiai felosztását is.
Szervezőmunkájának köszönhetően kezdte meg működését a Magyar Állami Földtani Intézetben 1962-ben a geo-mikrobiológiai, 1973-ban pedig a szerves-geokémiai laboratórium (előbbi az 1970-es évek végén megszűnt, utóbbi máig működik).

## Társasági tagságai és elismerései
Tudományos eredményei elismeréseként 1973-tól a Magyar Tudományos Akadémia levelező, 1985-től rendes tagja volt. Emelletti tiszteleti tagja volt a Magyarhoni Földtani Társulatnak, s részt vett az amerikai Geokémiai Társaság (Geochemical Society) munkájában is.

## Főbb művei
- K és Na tartalmú elegyüvegek elektromos ellenállásának vizsgálata. Budapest, szerző, 1936, 24 p.
- Az üveg elektromos vezetőképessége. Budapest, 1937
- Nátrongabbró a Bódva-völgyben. Budapest, 1950 (Pantó Gáborral)
- A somogymegyei Mike községben hullott meteorit vizsgálata. in: Földtani Közlöny 1953 (Sztrókay Kálmánnal)
- Neue grundsätzliche Gesichtspunkte zur Theorie und Praxis der Differentialthermoanalyse. in: Acta Geologica 1954 (Kliburszky Bélával)
- Geokémiai vizsgálatok magyarországi kőszenek hamuin. in: Földtani Közlöny 1955 (Szádeczky-Kardoss Elemérrel)
- A differenciális termikus elemzés szerepe az ásványtanban és a földtani nyersanyagkutatásban. Budapest, Műszaki, 1958, 90 p.
Angolul: The role of differential thermal analysis in mineralogy and geological prospecting. Budapest, Akadémiai, 1958, 102 p.
- Korszerű geokémiai vizsgálati módszerek: Aktiválásos eljárások, tömegspektrográfia. Budapest, Mérnöki Továbbképző Intézet, 1964, 44 p.
- Rétegazonosítás nyomelemvizsgálatok alapján. Budapest, Mérnöki Továbbképző Intézet, 1965, 35 p.
- Földtani időszámítás a klasszikus módszerek és az abszolút módszerek összehasonlításával. Budapest, Mérnöki Továbbképző Intézet, 1965, 39 p.
- A ritka elem dúsulások felismerésének alapelvei. Budapest, Magyar Állami Földtani Intézet, 1967, 266 p.
- Összefoglaló értékelő jelentés a területi ritkaelemkutatás tájékozódó jellegű kutatási fázisának eredményeiről. Szerk. Földváriné Vogl Mária. Budapest, Magyar Állami Földtani Intézet, 1971, 95 p.
- A területi geokémiai kutatás elméleti és gyakorlati módszerei. Budapest, Műszaki, 1975, 240 p.
Angolul: Theory and practice of regional geochemical exploration. Budapest, Akadémiai, 1978, 272 p.
- Geochemistry of the young alkaline bazaltic volcanism of Hungary. Budapest, 1983 (Pantó Györggyel)
- A geokémia időszerű problémái. Budapest, Akadémiai, 1987, 33 p. (1986-ban elhangzott akadémiai székfoglalója)

## További irodalom
- Brezsnyánszky Károly: Kliburszkyné Vogl Mária (1912–1996). in: Magyar Tudomány XLII. 1997. 7. sz. 871–873.